# Текачево
Текачево (словен. Tekačevo) је насељено место у општини Рогашка Слатина, Савињска регија, Словенија.

## Историја
До територијалне реорганизације у Словенији било је у саставу старе општине Шмарје при Јелшах.

## Становништво
У попису становништва из 2011. године, Текачево је имало 220 становника.
| Број становника према пописима | Број становника према пописима | Број становника према пописима |
| ------------------------------ | ------------------------------ | ------------------------------ |
| 1991                           | 2002                           | 2011                           |
| 242                            | 243                            | 220                            |

Напомена: Године 1952. настала спајањем насеља Сподње Текачево и Згорње Текачево, која су укинута. Године 1979. и 2002. умањено за делове насеља који су припојени насељу Рогашка Слатина.